# Gvinyina
Gvinyina (en georgiano: გვინჯინა; en ruso: Гвиргвина) es una aldea que pertenece a la parcialmente reconocida República de Osetia del Sur, parte del distrito de Znaur, aunque de iure pertenece al municipio de Tighvi de la región de Iberia Interior de Georgia.

## Geografía
Gvinyina se encuentra en la orilla izquierda del río Prone oriental, a 13 kilómetros de Kornisi. 

## Historia
Gvinyina estuvo incluida en el distrito de Znaur hasta 1991.

## Demografía
La evolución demográfica de Gvinyina entre 1916 y 1959 fue la siguiente:
| 70                                                       | 119 |
| (Fuente: Population of South Ossetia since Soviet times) |     |

Según los distintos censos, la composición étnica de la aldea era la siguiente:
|              | 1916      | 1916       |
| Grupo étnico | Población | Porcentaje |
| ------------ | --------- | ---------- |
| Georgianos   | 70        | 100%       |
| Osetios      | 0         | 0%         |
| Total        | 70        | 100%       |